# Tony Miles (Pokerspieler)
Tony Miles (* 1985 oder 1986) ist ein US-amerikanischer Pokerspieler.

## Persönliches
Miles besuchte die University of North Florida. Er lebt in Jacksonville, Florida.

## Pokerkarriere
Seine erste Geldplatzierung bei einem Live-Turnier erzielte Miles im August 2011 bei der Jacksonville Summer Series in Orange Park. Dort erreichte er den Finaltisch und erhielt aufgrund eines Deals mit drei anderen Spielern ein Preisgeld von 18.000 US-Dollar. Im Juni 2018 war er erstmals bei der World Series of Poker (WSOP) im Rio All-Suite Hotel and Casino am Las Vegas Strip erfolgreich und kam bei zwei Turnieren der Variante No Limit Hold’em in die Geldränge. Anschließend spielte er das Main Event und erreichte mit dem drittgrößten Chipstack den Finaltisch, der ab 12. Juli 2018 gespielt wurde. Miles belegte nach zehnstündigem Heads-Up gegen John Cynn den zweiten Platz und erhielt ein Preisgeld von 5 Millionen US-Dollar. Seitdem blieben größere Turniererfolge aus.
Insgesamt hat sich Miles mit Poker bei Live-Turnieren mehr als 5 Millionen US-Dollar erspielt.